# Elecciones presidenciales de Francia de 2012
Las elecciones presidenciales francesas de 2012 se realizaron en primera vuelta el 22 de abril y, debido a que ningún candidato superó el 50% de los votos, el 6 de mayo se celebró la segunda vuelta. En ellas se eligió por sufragio universal al Presidente de la República para el periodo comprendido entre 2012 y 2017. 
El ganador fue François Hollande, del Partido Socialista, que resultó electo presidente de Francia con el 51,63% de los votos válidos, superando al 48,36% obtenido por su rival, el presidente saliente Nicolas Sarkozy (candidato de la UMP).
El traspaso de poderes o toma de posesión tuvo lugar el 15 de mayo de 2012 en París.

## Proceso electoral
El Presidente de la República Francesa es elegido por un mandato de cinco años por medio de un escrutinio uninominal mayoritario en dos vueltas: para ganar, un candidato debe obtener más de la mitad de los votos en la primera votación (es decir, mayoría absoluta). De lo contrario, se eliminan todos los candidatos excepto los dos más votados, y se celebra una segunda vuelta que determine el ganador. 
Conforme a la modificación legislativa del 23 de julio de 2008 que limita el mandato a dos mandatos consecutivos, Nicolas Sarkozy, elegido en 2007, puede ser elegido para un nuevo mandato de 5 años. A dichas elecciones sólo se pueden presentar los ciudadanos mayores de 18 años. Los candidatos deben validar su candidatura presentando 500 "apadrinamientos" de otros cargos electos según un proceso regulado por ley. 
El Consejo Constitucional es, según el artículo 58 de la Constitución, el órgano encargado de velar por el buen funcionamiento del proceso, resolviendo cualquier reclamación que se plantee y proclamando los resultados.

### Campaña electoral
La campaña electoral se inició el martes 20 de marzo de 2012 y concluyó el 20 de abril de 2012. Dicha campaña se vio alterada por una serie de asesinatos acontecidos en la región de Mediodía-Pirineos que llevaron a suspender la campaña oficial. 
La campaña se vio también marcada por la fuerte subida en los sondeos de Jean-Luc Mélenchon. El candidato del Frente de Izquierda pasó del 6% a principio de enero al 17% a dos semanas de la primera vuelta. Sus actos de campaña congreron a más de 120 000 personas en París, o 70 000 en Toulouse. Por su parte, Nicolas Sarkozy y François Hollande reunieron el 15 de abril a por lo menos 100 000 personas en sus respectivos actos centrales celebrados en París.

### Votación
La votación tuvo lugar el 22 de abril de 2012. El horario de apertura de los colegios electorales varió según las ciudades, siendo el horario habitual de 8h a 18h. Algunas grandes ciudades, como París, tienen un horario que se extiende hasta las 19h o 20h.
Para evitar que los resultados influyan en votaciones de los territorios de ultramar, algunos territorios votaron la víspera, el sábado 21 de abril de 2012. Esto sucedió en Guadalupe, Martinica, Guayana, San Martín y San Bartolomé, la Polinesia francesa y San Pedro y Miquelón.

### Voto electrónico
En comparación con las elecciones presidenciales de 2007, la cantidad de electores que utilizan el voto electrónico en las elecciones presidenciales de 2012 disminuye significativamente, hasta situarse en aproximadamente un millón de ciudadanos (sólo un 2% de los electores inscritos) en 64 de las 36.682 comunas de Francia. En las elecciones presidenciales de 2007 fueron 82 las comunas que utilizaron el voto electrónico (1,5 millones de electores).

## Candidatos
|  | Partidos políticos                    | Candidatos oficiales                                                      |
|  | ------------------------------------- | ------------------------------------------------------------------------- |
|  | Unión por un Movimiento Popular (UMP) | Nicolas Sarkozy                                                           |
|  | Partido Radical de Francia (PR)       | Nicolas Sarkozy                                                           |
|  | Partido Socialista (PS)               | François Hollande (seleccionado durante las primarias ciudadanas de 2011) |
|  | Partido Radical de Izquierda (PRG)    | François Hollande (seleccionado durante las primarias ciudadanas de 2011) |
|  | Frente de Izquierda (FDG)             | Jean-Luc Mélenchon                                                        |
|  | Movimiento Demócrata (MoDem)          | François Bayrou                                                           |
|  | Frente Nacional (FN)                  | Marine Le Pen                                                             |
|  | Europa Ecológica-Los Verdes (EELV)    | Eva Joly (seleccionada durante las primarias ecologistas de 2011)         |
|  | De pie la República (DLR)             | Nicolas Dupont-Aignan                                                     |
|  | Nuevo Partido Anticapitalista (NPA)   | Philippe Poutou                                                           |
|  | Lucha Obrera (LO)                     | Nathalie Arthaud                                                          |
|  | Solidaridad y Progreso (SP)           | Jacques Cheminade                                                         |

## Segunda vuelta

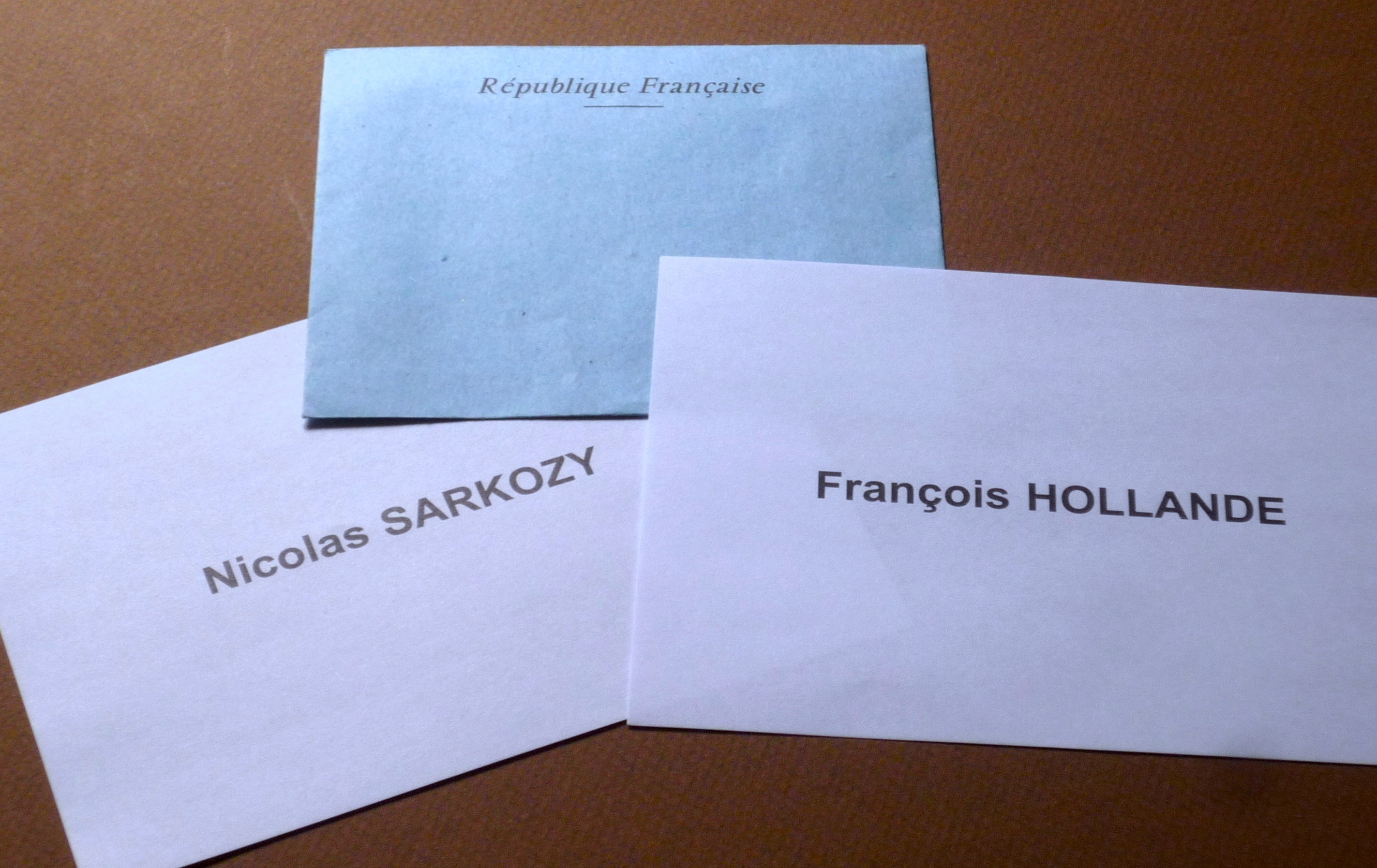
Papeletas de voto para Sarkozy y Hollande en la segunda vuelta.

Después de la primera vuelta, ningún candidato superó el 50 % de los votos. François Hollande del PS (28,63%) y Nicolas Sarkozy del UMP (27,18%) acceden a la segunda vuelta por ser los dos candidatos con la mayor votación en primera vuelta.

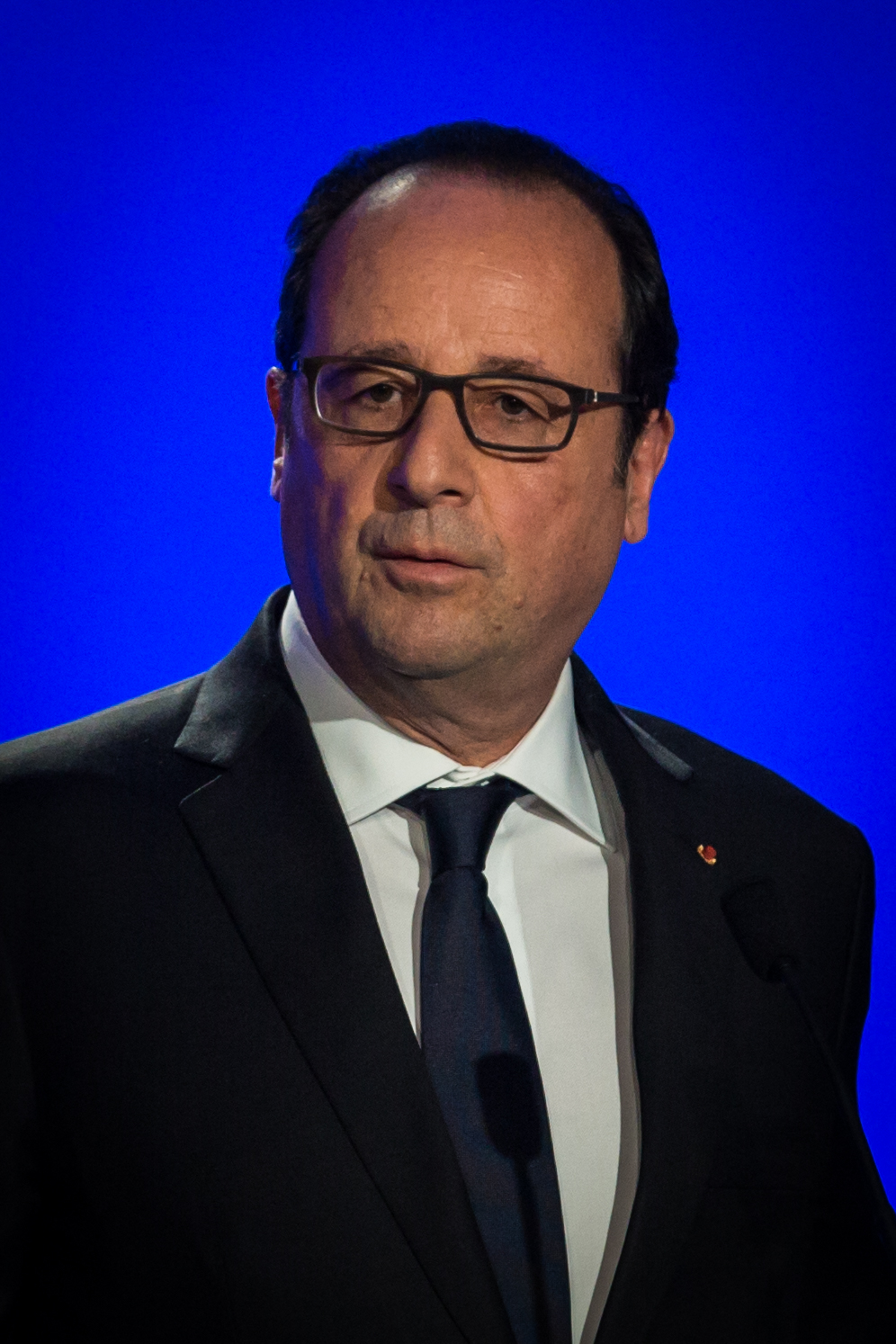
François Hollande Partido Socialista
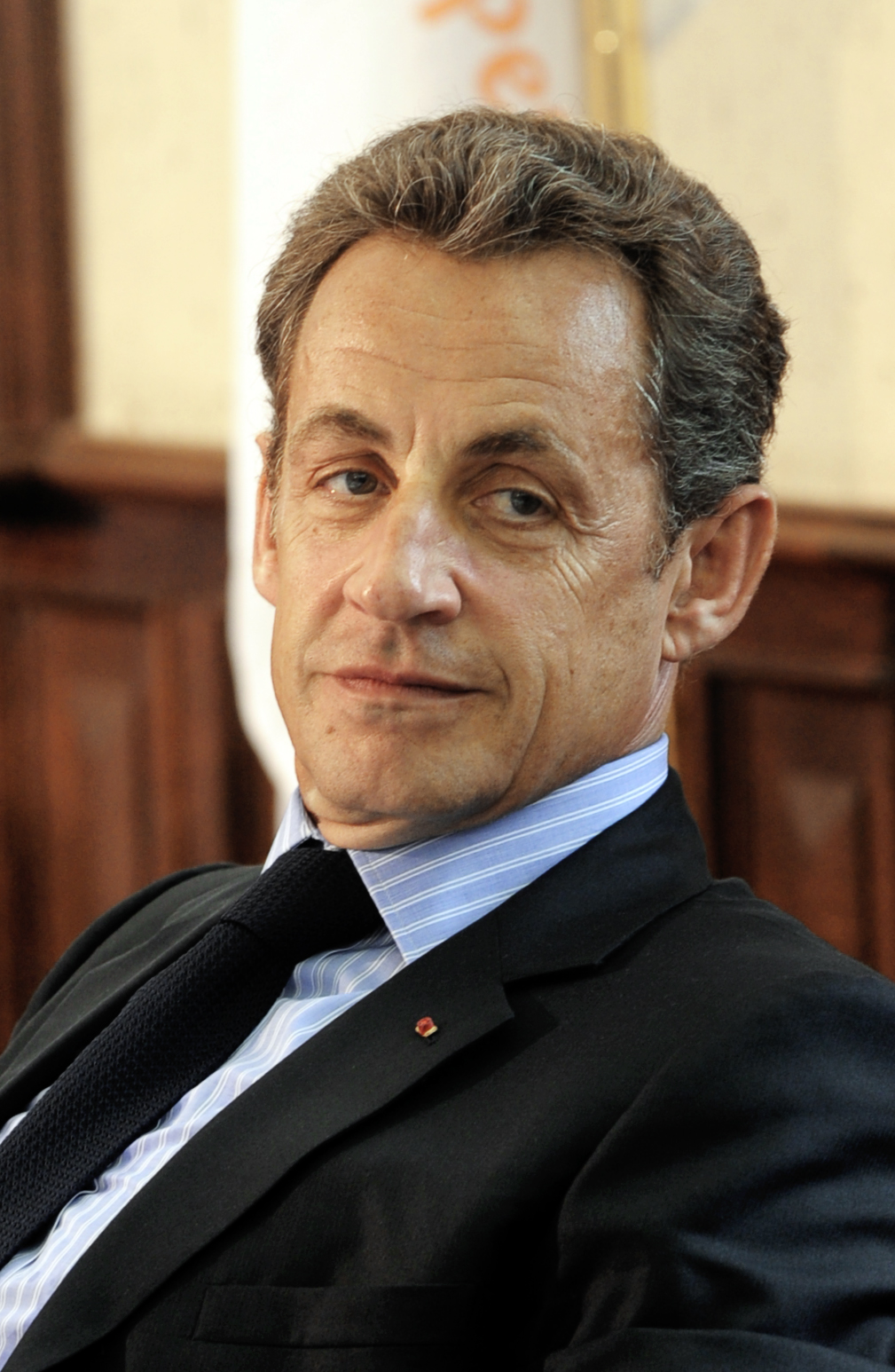
Nicolas Sarkozy Unión por un Movimiento Popular

Los candidatos Jean-Luc Mélenchon, François Bayrou y Eva Joly han expresado públicamente que apoyarían al candidato François Hollande en la segunda vuelta. 
El 3 de mayo de 2012, François Bayrou anunció su voto por François Hollande en la segunda vuelta, a título personal, expresando que ante la "radicalización del discurso derechista" de Nicolas Sarkozy, y los peligros que ello implicaba para la Francia gaullista, liberal y europea, él personalente votaría por Hollande, con quien compartía la propuesta "institucionalista y de moralización de la vida política nacional", pese a discrepar sobre su programa económico.
El 6 de mayo de 2012, el 51,64% de los votantes eligió finalmente al candidato socialista François Hollande como el séptimo presidente de la Quinta República Francesa, derrotando a Nicolas Sarkozy, actual presidente de la República, quien obtuvo el 48,36% de los votos.

## Resultados electorales
Geografía electoral (mapas por regiones territoriales y comunas) y a continuación los resultados oficiales proclamados por el Consejo Constitucional de Francia, mediante la Declaración del 25 de abril de 2012 sobre los resultados de la primera vuelta de la elección del Presidente de la República y la Decisión del 10 de mayo de 2012 para el anuncio de los resultados de la elección del Presidente de la República:

Resultados de la 1.ª vuelta por comunas.
Hollande
Sarkozy
Le Pen
Mélenchon
Bayrou
Joly
Dupont-Aignan
Empate

| Hollande Sarkozy Le Pen Mélenchon | Bayrou Joly Dupont-Aignan Empate |

|                 |                 | 1.ª vuelta 22 de abril de 2012 | 1.ª vuelta 22 de abril de 2012 | 1.ª vuelta 22 de abril de 2012 | 2.ª vuelta 6 de mayo de 2012 | 2.ª vuelta 6 de mayo de 2012 | 2.ª vuelta 6 de mayo de 2012 |
|                 |                 | Número                         | % de inscritos                 | % de votantes                  | Número                       | % de inscritos               | % de votantes                |
| Inscritos       | Inscritos       | 46 028 542                     | 100%                           | -                              | 46 066 307                   | 100%                         | -                            |
| Abstención      | Abstención      | 9 444 143                      | 20,52%                         | -                              | 9 049 998                    | 19,64%                       | -                            |
| Votantes        | Votantes        | 36 584 399                     | 79,48%                         | 100%                           | 37 016 309                   | 80,35%                       | 100%                         |
| Blancos o nulos | Blancos o nulos | 701 190                        | 1,52%                          | 1,92%                          | 2 154 956                    | 4,68%                        | 5,82%                        |
| Votos válidos   | Votos válidos   | 35 883 209                     | 77,96%                         | 98,08%                         | 34 861 353                   | 75,68%                       | 94,18%                       |
|                 |                 |                                |                                |                                |                              |                              |                              |

|  | Partido | Candidato                                 | Votos 1.ª vuelta | % en 1.ª vuelta | Votos 2.ª vuelta | % en 2.ª vuelta |
|  | ------- | ----------------------------------------- | ---------------- | --------------- | ---------------- | --------------- |
|  | PS/PRG  | François Hollande                         | 10.272.705       | 28.63%          | 18.004.656       | 51.63%          |
|  | UMP/PR  | Nicolas Sarkozy (Presidente en funciones) | 9.753.629        | 27.18%          | 16.865.340       | 48.37%          |
|  | FN      | Marine Le Pen                             | 6.421.426        | 17.90%          |                  |                 |
|  | FDG     | Jean-Luc Mélenchon                        | 3.984.822        | 11.10%          |                  |                 |
|  | MoDem   | François Bayrou                           | 3.275.122        | 9.13%           |                  |                 |
|  | EELV    | Eva Joly                                  | 828.345          | 2.31%           |                  |                 |
|  | DLR     | Nicolas Dupont-Aignan                     | 643.907          | 1.79%           |                  |                 |
|  | NPA     | Philippe Poutou                           | 411.160          | 1.15%           |                  |                 |
|  | LO      | Nathalie Arthaud                          | 202.548          | 0.56%           |                  |                 |
|  | SP      | Jacques Cheminade                         | 89.545           | 0.25%           |                  |                 |